# 玛塔·哈里 (萨米拉·芬迪歌曲)
玛塔·哈里是阿塞拜疆女歌手芬迪的歌曲，由艾米·馮·德·韋倫（Amy van der Wel）、盧克·范·比爾斯（Luuk van Beers）、托尼·科內利森（Tony Cornelissen）和乔希·厄尔（Josh Earl）共同創作，單曲於2021年3月15日推出，代表阿塞拜疆參與2021年在荷兰鹿特丹舉辦的2021年欧洲歌唱大赛。最終以65分獲得比賽第20名。

## 製作
玛塔·哈里是首時長2分40秒的流行舞曲，每分鐘100拍，以B小調創作。由艾米·馮·德·韋倫（Amy van der Wel）、盧克·范·比爾斯（Luuk van Beers）、托尼·科內利森（Tony Cornelissen）和乔希·厄尔（Josh Earl）共同創作。
這是首關於女性賦權的歌曲，芬迪表示「儘管我們仍生活在充滿偏見的世界，但女人可以做任何事。談論女強人不僅重要，還提醒我們，女性的力量是任何事情都無法比擬的。如果你現在沒有靈感，不妨汲取歷史上的女強人故事當作靈感，你會更加強大，面對世間的一切。」，歌曲名稱玛塔·哈里來自20世紀初期著名荷蘭交際花玛塔·哈里。

## 歐洲歌唱大賽

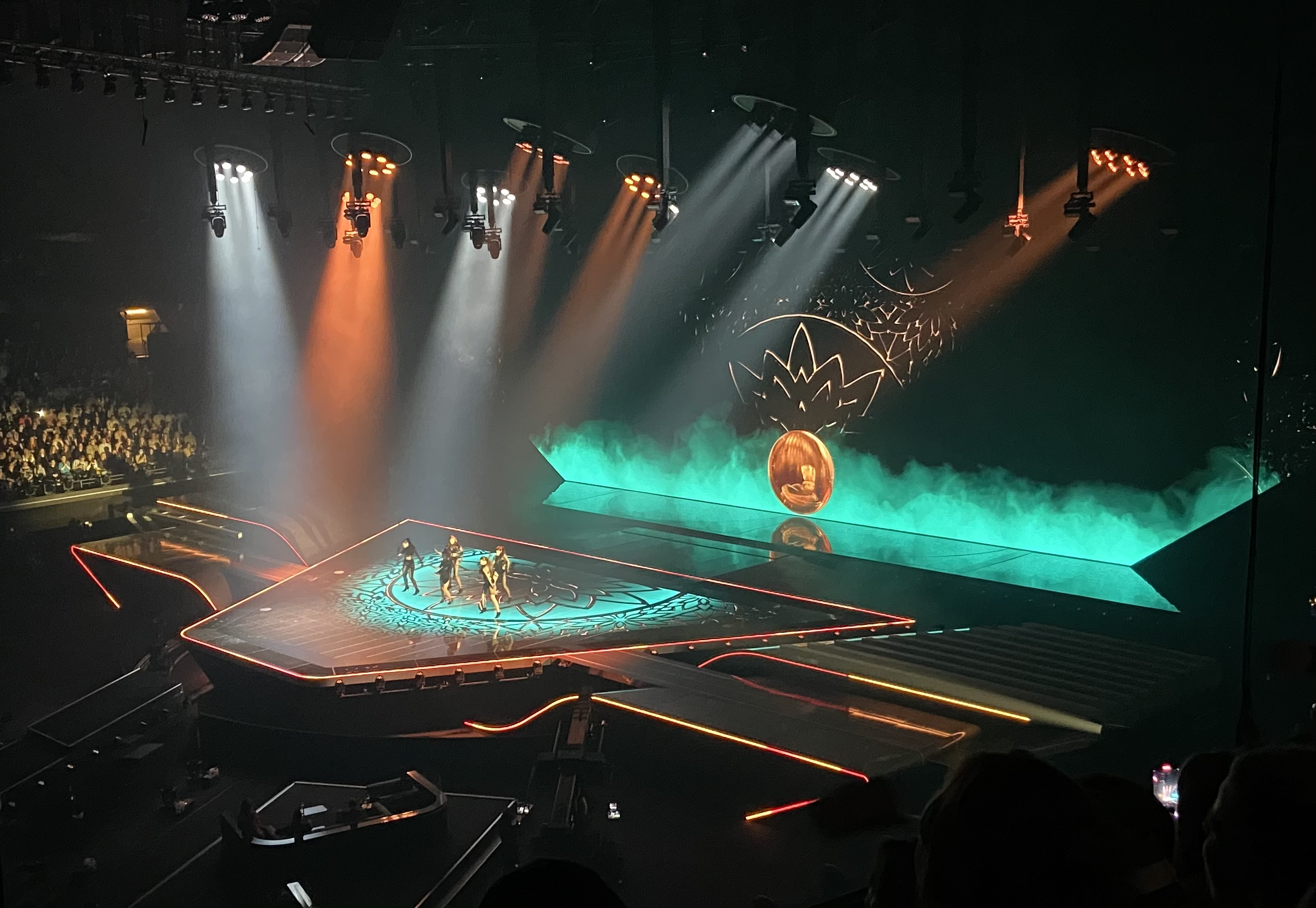
芬迪在2021年歐洲歌唱大賽

由於2020年歐洲歌唱大賽受到2019冠状病毒病疫情影響取消，芬迪沒能順利參賽，但就在比賽宣布取消後不久，亞塞拜然公共電視廣播公司（İTV）宣布芬迪將再次代表阿塞拜疆參賽。
經過「半決賽分配抽籤」，玛塔·哈里被安排在5月18日的第一場半決賽（Semi-final 1）。最終芬迪以138分的成績獲得第一場半決賽第8名，成功進入決賽。在決賽，弗雷拉以評審得分32分，觀眾得分33分，合計得分65分獲得2021年歐洲歌唱大賽第20名。Wiwibloggs分析這次阿塞拜疆的成績，表示這可能都歸咎於本屆賽事有太多流行女歌手，分散選民投票。

## 專業評價
玛塔·哈里和芬迪的演出廣受好評。《雪梨晨鋒報》將本作比擬為布蘭妮·斯皮爾斯的中你的毒，芬迪的演出會讓大家臉紅心跳，避免目光接觸。Wiwibloggs根據內部評審團評價給予歌曲6.57/10分，評審團稱其為完美的流行音樂，但也表示它本質上是首速食音樂，尤其是和去年參賽作品克娄巴特拉相比，玛塔·哈里稍顯薄弱。CNET表彰歌曲的背景故事是今年最佳之一，並給予歌曲4/5分。其中，迪斯可球中的眼鏡蛇被他們評為本次演出的最佳時刻。popbitch則表示歌曲太過謹小慎微，只是想進入決賽而已。

## 榜單表現
| 排行榜（2021年）                         | 排名 |
| ---------------------------------------- | ---- |
| 比利时佛兰德（Ultratop榜外單曲榜）       | 6    |
| 希臘（國際唱片業協會希臘分會國際單曲榜） | 6    |
| 冰島（Plötutíðindi）                     | 25   |
| 立陶宛（AGATA）                          | 18   |
| 荷蘭（百大單曲榜）                       | 44   |
| 挪威（VG-lista單曲榜）                   | 21   |
| 瑞典（瑞典最熱榜）                       | 47   |
| 英國（官方榜單公司下載榜）               | 64   |